# 구미발갱이들소리
구미발갱이들소리는 대한민국 경상북도 구미시에서 구전되는 노동요이다.

## 개요
발갱이들은 구미시 지산동에 있는 넓은 들 지역으로, 왕건과 신검에 관한 이야기가 얽힌 것으로 유명하다. 견훤이 왕건에게 패하여 패주하자, 그의 아들 신검은 왕위를 찬탈하고 견훤을 금산사에 가뒀다. 이에 견훤은 금산사에서 도망쳐 나와 왕건에게 의탁을 하게 된다. 그리고 왕건은 태자인 무와 군사 10만 및 삼군을 동원하여 발갱이들에서 신검과 전투를 벌인다. 결국 태조는 신검과의 전투에서 승리하고 신검과 그의 군사들은 다시 진을 치고 전투를 벌였으나 또 다시 패하여 항복하였다고 전한다. 발갱이들 지역은 왕건이 신검을 사로잡았다고 하여 발검평야(拔劍平野)라고 불리었다고 하며, 이것이 '발검들', '발갱이들' 로도 불리게 되었다고 전해진다.

발갱이들소리는 이러한 이야기가 전해지는 지산동 및 발갱이들에서 전해지는 논매기소리로, 1982년, 고 김택규 전 영남대 교수를 비롯한 구미지역 전통문화에 뜻을 둔 사학자들과 구미문화원에서 조사 채록하면서 새롭게 조명을 받았다. 발갱이들소리는 신세타령(어사용)을 시작으로 가래질소리, 망깨소리와 목도소리, 모찌기소리, 모심기소리, 논매기소리, 타작소리, 치나칭칭나네 등과 베틀소리, 구미지방토속 상여소리, 달개소리, 영남아리랑 등 모두 13마당으로 구성되어 있다. 특히 영남아리랑은 발굴된 민요로서 학계의 관심을 끌었다.

## 보유자
백남진(1924년~2015년)이 1999년에 기능보유자로 인정받았다. 1991년 6월부터 시작해 구미시 지산동, 괴평리, 문성리 등에서 발갱이들 소리보존회를 만들어 발갱이들 유래비문을 세우고, 발갱이들소리 재현을 하는 등 발갱이들 보존에 힘쓰고 있으며, 2004년부터는 모내기철마다 샛강 생태 자연습지 근지에서 발갱이들소리 재현공연을 열어 다양한 볼거리를 제공한다. 하지만 발갱이들소리 소리보존회 회원들의 평균 연령이 높은 까닭으로, 발갱이들소리 보존에 여러 문제가 있었다. 이에 따라 구미시는 구미발갱이들소리 전수관을 2010년 3월에 개관하여 발갱이들소리 보존에 힘쓰고 있다. 2015년 5월 21일 사망하여 명예보유자 해제되었다.
이수원(1937년~)은 병환으로 현재 거동이 불편하고, 보존회 행사 및 전수교육 활동을 거의 하지 못하고 있다. 따라서 보유자 이숙원이 전승보존활동을 원활히 하기는 힘들 것으로 판단되어 도문화재보호조례의 보유자 해제사유에 부합되므로 2018년 2월 2일자로 무형문화재 보유자에서 인정해제한다.

## 참고 문헌
- 구미시 지산동 홈페이지
- 구미발갱이들소리 - 국가유산청 국가유산포털